# Sawasdee
Sawasdee est un magazine inflight mensuel édité par la compagnie aérienne thaïlandaise Thai Airways pour être distribué gratuitement à bord de ses avions de ligne pendant leurs vols passagers.